# Hydrostat musculaire
Un hydrostat musculaire est un muscle qui pour tout changement de forme conserve son volume.  Exemple : la langue. Autre exemple, le museau de certains animaux.
Les fibres musculaires dans un hydrostat musculaire peuvent être orientées dans trois directions différentes : parallèlement à l'axe longitudinal, perpendiculairement à cet axe, et enroulées obliquement autour de cet axe,.